# Walter Tjaden
Walter Tjaden (* 9. August 1906 in Oldenburg, Niedersachsen; † 4. November 1985 in Starnberg, Bayern) war ein deutscher Tontechniker und Produktionsleiter beim österreichischen und deutschen Film.

## Leben und Wirken
Tjaden hatte am Polytechnikum seiner Geburtsstadt Oldenburg studiert und ging im Jahre 1927 zur Forschungsabteilung der Firma Siemens, wo er an der Entwicklung von Tonfilmapparaturen beteiligt gewesen war. 
Anschließend wechselte er zum Film und avancierte zum ersten Tonmeister der UFA. Bis in die 1950er Jahre hinein blieb Walter Tjaden der neben Walter Rühland führende Tontechniker des deutschsprachigen Kinos. Ab 1936 in Wien ansässig, arbeitete er bereits sporadisch als Produktionsleiter und Regieassistent (zum Beispiel 1937 bei Peter im Schnee).
Ab 1952 wirkte Tjaden kurzzeitig als Sendeleiter beim in Hamburg ansässigen NWDR. Seit 1954 konzentrierte er sich vollständig auf die Produktionsleitung beim (überwiegend österreichischen) Kinofilm und stellte unter anderem die späten Inszenierungen Willi Forsts her. In den 1960er Jahren wendete sich Walter Tjaden zeitweilig vom Spielfilm ab und produzierte mit seiner eigenen Firma Werbefilme, bevor er ab 1968, nunmehr in München ansässig, wieder regelmäßig als Produktions- bzw. Herstellungsleiter arbeitete. In diesen Funktionen betreute er unter anderem mehrere Inszenierungen Rolf Thieles sowie zwei Simmel-Verfilmungen. 
1976 zog sich Walter Tjaden aus dem Filmgeschäft zurück. Seine Grabstätte befindet sich auf dem Gertrudenfriedhof (Oldenburg) in Oldenburg.

## Filmografie

### Tontechniker
| - 1930: Rosenmontag - 1930: Susanne macht Ordnung - 1930: Ihre Majestät die Liebe - 1931: … und das ist die Hauptsache!? - 1931: Dann schon lieber Lebertran - 1931: Das Ekel - 1931: Bomben auf Monte Carlo - 1931: Yorck - 1932: Kreuzer Emden - 1933: Hitlerjunge Quex | - 1933: Viktor und Viktoria - 1934: Ein Mann will nach Deutschland - 1934: Blutsbrüder - 1935: Zigeunerbaron - 1935: Die letzte Fahrt der Santa Margareta - 1935: Die letzten Vier von Santa Cruz - 1944: Das Herz muß schweigen - 1947: Der Hofrat Geiger - 1950: König für eine Nacht |

### Produktions-, Herstellungsleiter oder Gesamtleiter
| - 1937: Liebling der Matrosen - 1938: Prinzessin Sissy - 1938: Hotel Sacher - 1940: Donauschiffer - 1949: Das Siegel Gottes - 1954: Ein Haus voll Liebe - 1955: Ja, so ist das mit der Liebe (Ehesanatorium) - 1955: Heimatland - 1955: Dunja - 1955: Kronprinz Rudolfs letzte Liebe - 1956: Fuhrmann Henschel - 1956: Wenn Poldi ins Manöver zieht (Manöverzwilling) - 1956: Lügen haben hübsche Beine - 1956: Roter Mohn - 1956: Kaiserjäger - 1957: Die unentschuldigte Stunde - 1957: Die Lindenwirtin vom Donaustrand - 1957: Wien, du Stadt meiner Träume - 1958: Wenn Mädchen ins Manöver zieh’n - 1958: Man müßte nochmal zwanzig sein - 1958: Mikosch im Geheimdienst - 1959: Geliebte Bestie | - 1959: Labyrinth - 1960: Im weißen Rössl - 1961: Freud - 1962: Die Flucht der weißen Hengste - 1963: Herzog Blaubarts Burg - 1966: Karriere (A belles dents) - 1968: Komm nur, mein liebstes Vögelein - 1969: Grimms Märchen von lüsternen Pärchen - 1970: O Happy Day - 1970: Frisch, fromm, fröhlich, frei - 1970: Engel, die ihre Flügel verbrennen - 1970: Der scharfe Heinrich - 1971: Der Kapitän - 1972: Der Stoff aus dem die Träume sind - 1972: Und der Regen verwischt jede Spur - 1973: Der Ostfriesen-Report: O mei haben die Ostfriesen Riesen - 1974: Charlys Nichten - 1975: Der Geheimnisträger - 1975: Auch Mimosen wollen blühen - 1975/77: Frauenstation |